# Історія Лівану
Перша згадка Лівану датується приблизно 3000 роком до н. е. Її географічне положення на шляху, що зв'язує Середземномор'я з Азією, відклало на цій території багатонаціональний слід і спадщину, що належить до різних культур.
У різні періоди своєї історії Ліван перебував під владою багатьох іноземних правителів, зокрема ассирійців, вавилонян, вірмен, персів, греків, римлян, арабів, османів та французів. Ліван часто повставав проти деспотичних і репресивних правителів. Одночасно, незважаючи на іноземну владу, ліванська гориста місцевість забезпечила країну певною ізоляцією і надала можливість зберегти свою територіальну та культурну ідентичність.
Його близькість до моря гарантувала, що протягом всієї історії Ліван мав важливе значення як морський торговий центр. Значення країни у торговлі почалося з фінікійців і тривало протягом багатьох століть майже не зашкодженим іноземними правителями і періодами внутрішніх конфліктів.
Ліванська культура — суміш арабської з перською та візантійською, позначена західним впливом. Хоча Ліван традиційно розглядався як єдина християнська країна в арабському світі, з 1970-х років мусульманське населення перевищило християнське, що привело до виникнення міжрелігійних конфліктів і гострої політичної боротьби.

## Найдавніший період
Основна стаття: Ліван в давнину
Територія, яку зараз займає Ліван, була населена починаючи з кінця палеоліту — початку неоліту, осіле життя почалося близько 10 000 року до н. е. Першим відомим постійним поселенням став Біблос (також відомий як Бібл або Джубейль). У цьому місті також знайдені сліди першої в Лівані кераміки і металургії (спершу міді, потім бронзи), які датовані 4-м тисячоліттям до н. е. Фінікійці, які на той час складали єдиний народ з ханааніями — мешканцями Палестини, ймовірно прибули до цієї території близько 3000 року до н. е., до цього періоду належить перша згадка назви «Ліван» (стосовно гірського масиву Ліван) в Епосі про Гільгамеша. Для узбережжя Лівану стали застосовувати грецьку назву Фінікія.

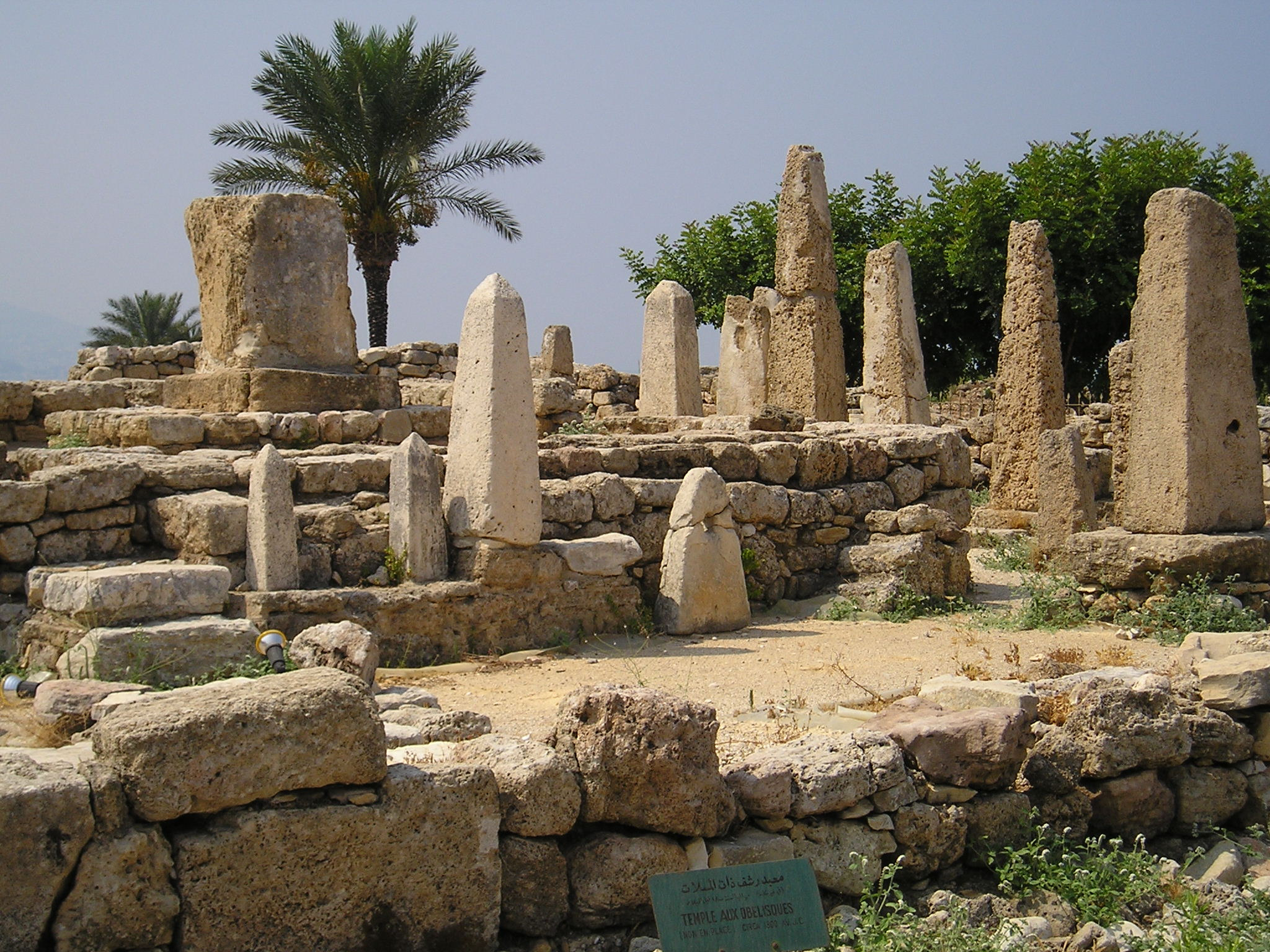
Храм Обелісків у Біблосі, датований 19 століттям до н. е.

На початку 3 тисячоліття до н. е. на узбережжі з'явилися нові міста-держави, населені фінікійськими мореплавцями і торговцями. Найважливішими з них були Тір (або Сур), Сідон (або Сайда) і Беріт (або Бейрут), Біблос все ще зберігав своє значення.
Приблизно з 2150 року до н. е. почалася міграція амореїв до Лівану, у той же час були встановлені тісні відносини з Єгиптом. У 18 столітті до н. е. Єгипет під владою гіксосів на чотири століття встановив свій контроль над Ліваном.
Фінікійці, особливо після отримання містами-державани незалежності від Єгипту в 12 столітті до н. е., заснували на узбережжі Середземного моря велике число колоній, особливо в Тунісі (зокрема, Карфаген), на заході Сицилії, на Сардинії, в південній Іспанії, Алжирі і Марокко. Фінікійські міста та їхні колонії грали велику роль в економічному житті Середземномор'я, вони контролювали важливі торгові шляхи між Європою і Сходом.
Починаючи з 9 століття до н.е. фінікійські міста-держави перебували у залежному стані від Новоассирійської і Новоперської імперій, імперії Александра Македонського та утвореної з неї держави Селевкідів, а потім і Римської імперії. Під владою Риму відбулося економічне відродження прибережних міст, а Бейрут перетворився на військовий і торговий центр римлян на Сході. У Біблосі і Баальбекі споруджувалися нові храми, Тір славився своєю філософською школою, а Бейрут — своєю школою права. З середини 1 ст. н. е. у Фінікії поширилося християнство. Після розділу Римської імперії в 395 році, територія Лівану опинилася у складі Візантійської імперії.

## Ліван під владою арабів та мамлюків
Основна стаття: Ліван під владою арабів та мамлюків

### Арабське панування

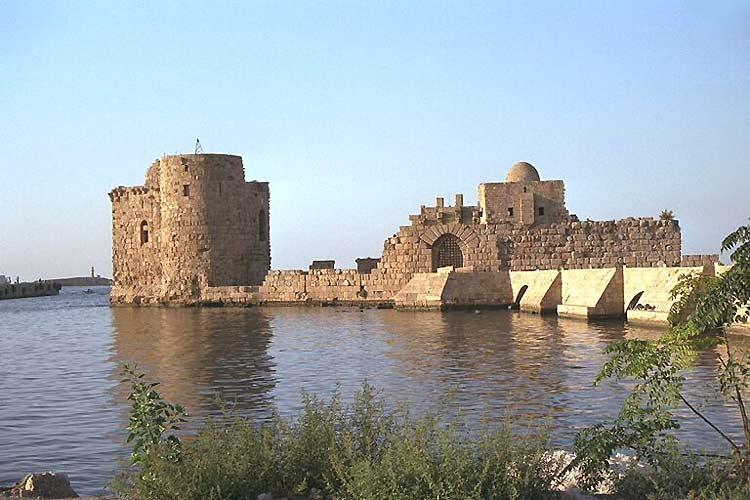
Морський замок в Сідоні, збудований у 1228 році.

У 636 році прибережні міста Лівану були захоплені військами арабського халіфа Абу-Бекра. Не зважаючи на жорстокий опір мешканців, швидко після цього були завойовані й гірські райни, а територія Лівану, разом із значною частиною Візантії, перейшла під контроль арабів. Омеядська династія, що правила Халіфатом у 660—750 роках, проявляла терпимість до християнського населення. Однак Аббасидська династія, що прийшла до влади у 750 році, відносилася до місцевого населення як до завойованого. Це призвело до кількох повстань, які було жорстоко придушено. Після розпаду Халіфату влада над Ліваном переходила від одної мусульманської династії до іншої, зокрема Тулунідів (у 9 столітті), Іхшидів (у 10 столітті) і шиїтської династії Фатімідів (у 969—1171 роки). За правління Фатімідів, Візантія збільшила частоту походів до ліванського узбережжя.
За арабського панування, Ліван зазнав значної деурбанізації, торгові міста узбережжя втратили значення і перетворились на рибальські селища. Малодоступні гірські райони стали притулком для переслідуваних релігійних меншин як з Лівану, так і з інших районів. Так, за період 7—11 століть з долини річки Ель-Аса (Оронт) до Північного Лівану переселилася монофелітська християнська громада маронітів. На початку 11 століття на центральному плато і в районі гори Гермон розповсюдилася релігійна громада друзів, названа так на ім'я одного із засновників учення Мухаммеда ад-Даразі.

### Хрестові походи
Більша частина території Лівану, зокрема вся прибережна рівнина, була завойована хрестоносцями вже після закінчення Першого хрестового походу. Північна частина (від Біблоса і північніше) дісталася тулузькому графу Раймону де Сен-Жиллю, який у 1109 році захопив Триполі та зробив його столицею утвореного ним Триполійського графства. Південна частина перейшла під владу єрусалимського короля Балдуїна I, який у 1110 році захопив Бейрут і Сідон.
Мароніти у Триполійському графстві налагодили добрі відносини з хрестоносцями. Зокрема, протягом 12 століття вони погодилися відмовитися від монофелітства, уклали унію з Римо-католицькою церквою і визнали верховенство Папи. Друзи, проте, відчайдушно боролися з хрестоносцями, за що друзькі феодальні правителі отримали визнання своєї влади та пошану з боку сунітських султанів Дамаску того часу. Після падіння володінь хрестоносців під ударами мамлюків в 1291 році, друзька родина Бухтур затвердилася в Бейруті, а її представники поступили на службу до нових правителів.

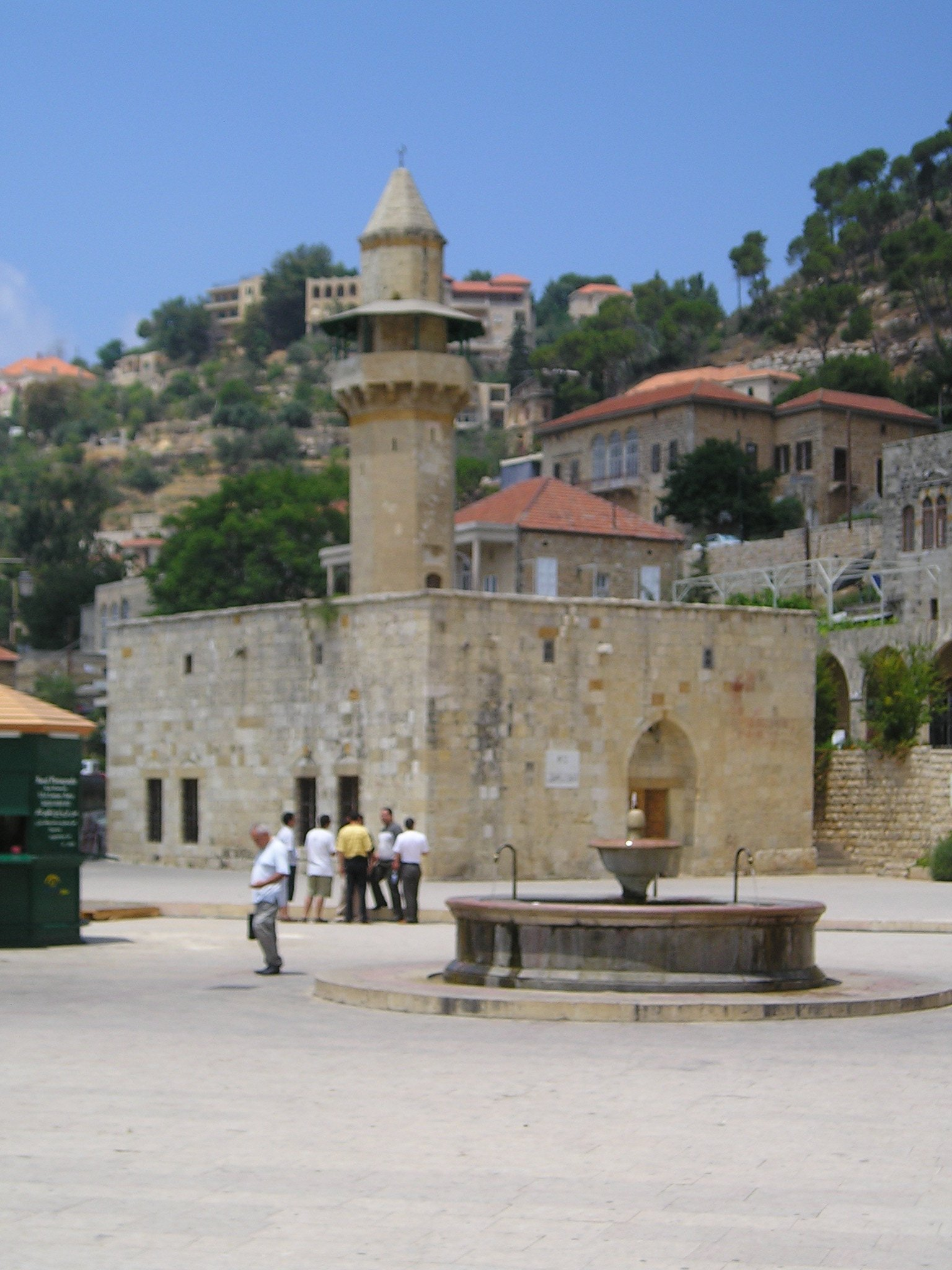
Мечеть еміра Фахраддіна I в Дейр-аль-Камарі, збудована в 1493 році.

### Правління мамлюків
Наприкінці 13 століття, Мамлюкський султанат, утворений мамлюками, що захопили владу в Єгипті, поширив свою владу на середземноморське узбережжя від Лівії до Сирії. У 1289 році мамлюки захопили Триполі, а в 1291 році — Акку (Акко). За період з 11 по 13 століття в Кесервані (районі на північ від Бейрута) оселилося багато шиїтів, які, разом з друзами, повстали проти мамелюків в 1291 році, але в 1308 році повстання було придушене. Багато шиїтів бігло з районів свого мешкання та оселилося на півдні Лівану.
Загалом, втручання у внутрішні справи місцевих громад з боку мамлюків було невеликим, навіть податки збиралися представниками самих громад, а багато місцевих кланів отримало певну автономію. Така ж організація місцевої влади залишалася і після завоювання Сирії та Єгипту Османською імперією. У 15—16 століттях родина Маанів була визнана головною серед друзів, а глава родини Фахраддін I встановив свою владу над автономною державою, що займала територію всього південня Лівану та долини Бекаа.

## Новий час
Основна стаття: Ліван у новий час

### Правління османів
Початок нової історії Лівану зазвичай датують піднесенням Фахраддіна II, еміра з родини Маанів, що правив у 1590—1635 роки. Цей видатний державний діяч поступово підпорядкував собі населені маронітами території північного Лівану, а також значну частину внутрішніх районів Палестини і Сирії. У своїх ліванських володіннях він стимулював розвиток шовківництва, відкрив порти Бейруту та Сідону для європейських купців, добився допомоги італійців в модернізації сільського господарства. Заохочуване їм політичне і економічне співробітництво між ліванськими християнами і друзами надалі послужило основою для виникнення ліванської автономії.
Незалежність і досягнення Фахраддіна призвели до зростання напруженості у відносинах з Османською імперією. У 1633 році війська еміра були розбиті, а сам він потрапив в полон і пізніше був убитий в Стамбулі. Проте до 1667 року його внучатий племінник Ахмед Маан зумів відновити владу родини Маанов над південним Ліваном і маронітським районом Кесарван в центральній частині країни, створивши Ліванський емірат, що став ядром сучасного Лівану.
У 1697 році, після смерті Ахмеда Маана від якого не залишилося синів, влада над еміратом з схвалення Османів перейшла до Шихабів з Антилівана, що були мусульманськими родичами друзьких Маанов. До 1711 року Шихаби кардинально змінили систему управління емірату з тим, щоб зберегти в ньому свою владу. Пізніше в тому ж столітті правляча гілка родини прийняла християнство і стала маронітами, що відображало зростаючий вплив цієї громади. При емірах Юсуфі (роки правління 1770—1789) і Баширі II (роки правління 1789—1840), який перейшов в християнство, влада Шихабів розповсюдилася на північ та поширилася на всі гірські райони Лівану.
Еміри Башир II з династії Шихабів намагався консолідувати владу в країні, для чого вступив у союз з пашею Єгипту Мухаммедом Алі. Проте в 1840 році його війська були розбиті османськими силами в союзі з Британією і Австрією. Наступний емір Башир III вже не міг контролювати друзьких лідерів в південному Лівані і тому залишив свою посаду в 1841 році, чим поклав кінець існуванню Ліванського емірата. У 1842 році османський уряд поділив гірський Ліван на два адміністративні райони: Північний, на чолі з місцевим християнським губернатором, і Південний, під управлінням друзів. Християни, що складали на той час більшість на півдні, виступили проти такого розділу, в результаті його в 1845 році між ними і друзами спалахнула війна. У 1858 році селяни-мароніти на Півночі підняли повстання проти маронітської аристократії і добилися відміни ряду її привілеїв. Проте, коли у 1860 році подібне повстання спалахнуло серед селян-християн на півдні, воно було жорстоко подавлено друзами, а під час різанини загинуло понад 11 тис. християн.
Під тиском європейських держав, особливо Франції, що традиційно захищала маронітів, османський уряд в 1861 році ввів в гірських районах Лівані так званий Органічний статут. Гірський Ліван був інтегрований в єдиний автономний район-мутасарріфію, на чолі з губернатором (мутасарріфом) — християнином, що призначався зі схвалення європейських держав. Як консультативний орган, при губернаторі була створена адміністративна рада, що обиралася з представників різних ліванських громад пропорційно їх чисельності. Інститути феодальної системи були ліквідовані — усім підданим були гарантовані громадянські свободи, нова адміністрація отримала судові та законодавчі повноваження. Дана система (з невеликими змінами 1864 року), довела свою життєздатність і проіснувала до 1915 року. Під керівництвом мутасарріфів Ліван розвивався і процвітав. Католицькі місіонери з Франції і протестантські місіонери з Америки і Великої Британії заснували в країні мережу художніх шкіл і коледжів, що зробило Бейрут одним з провідних освітніх і культурних центрів Османської імперії. Розвиток видавничої справи і видання газет поклали початок відродженню арабської літератури.

### Французький мандат
Незабаром після того, як Османська імперія виступила у Першій світовій війні на стороні Четверного Союза проти країн Антанти, османський уряд припинив дію Органічного статуту для гірського Лівану та призначив військового губернатора, що отримав владу в країні. Після перемоги Антанти в 1918 році, території Лівану і Сирії були окуповані французькими військами. Того ж року була утворена держава Великий Ліван, що приблизно збігалася за територією із сучасним Ліваном. Нова держава знаходилася під управлінням французького губернатора, при якому діяла виборна Рада представників із консультативними повноваженнями. У 1923 році Ліга Націй видала Франції мандат на управління Ліваном і Сирією. У 1926 році була розроблена і прийнята конституція, згідно з якою держава Великий Ліван була перетворена на Ліванську республіку.
Територія Ліванської республіки включала західні райони долини Бекаа, що традиційно відносилися до провінції Дамаск та були населені переважно сунітами та друзами. В результаті демографічний склад країни змінився, християни складали у ній лише трошки більше половини населення, тоді як решту складали суніти, друзи та шиїти. Більшість сунітів знаходилися під впливом сирійського націоналізму і вороже ставилися до французької колоніальної адміністрації, вони переважно виступали за включення Лівану до складу Сирії. З іншого боку, християни і частина друзів та шиїтів вітали проголошення незалежності країни і доброзичливо відносилися до французів.
Посаду президента республіки завжди займали християни, грецько-православний Шарль Дебба у 1926 році і виключно мароніти починаючи з 1934 року. Починаючи з 1937, року прем'єр-міністрами призначалися лише мусульмани-суніти. Нормою став розподіл посад в уряді і місць в однопалатному парламенті серед представників різних релігійних громад в пропорції, що приблизно відповідала їхній чисельності в країні. У 1943 році був прийнятий «Національний пакт», угода про принципи державного устрою Лівану, за якою місця в парламенті розподілялися між християнами і мусульманами в співвідношенні 6 до 5.
30 листопада 1936 був підписаний французько-ліванській договір, що передбачав закінчення терміну французького мандата у 1939 році, однак французький парламент відмовився ратифікувати цей договір. Після початку Другої світової війни у вересні 1939 року, в Лівані було введене облогове положення.
У 1940 році країна опинилася під контролем колоніальної адміністрації, вірної уряду Віші. У травні 1941 представник цього уряду адмірал Франсуа Дарлан домовився з Гітлером про те, що Німеччині буде даний дозвіл на використання аеродромів та іншої військової інфраструктури в Сирії і Лівані. Проте, в результаті успішної Сирійсько-ліванської кампанії, вже у середині липня сили уряду Віші були розбиті британськими військами за підтримкою сил «Вільної Франції», до якої перешли владні повноваження над цією територією. «Вільна Франція» офіційно надала незалежність обом арабським країнам у 1943 році, а у 1944 році до ліванського уряду перейшли головні владні функції, хоча британські і французькі війська і залишалися в країні до 1946 року.

## Ліван після проголошення незалежності
Основна стаття: Ліван після проголошення незалежності
Перший уряд незалежного Лівану на чолі з президентом Бешарой ель-Хурі активно проводив економічні реформи, зокрема відмінив валютний контроль, заохочував транзитну торгівлю і діяльність іноземних торгових і фінансових компаній, що привело до швидкого економічного росту. Ліванський уряд намагався зберігати гарні відносини як з арабськими, так і з Західними країнами, він брав участь як у близькосхідних організаціях (наприклад, Бандунзькій конференції країн Азії і Африки), так і у Західних (наприклад, Доктрині Ейзенхауера).
У 1948—1949 роках Ліван узяв участь в Арабо-ізраїльській війні на боці арабських держав, але не грав значної ролі.
У 1958 році новим президентом республіки був обраний командуючий армією генерал Фуад Шехаб, а прем'єр-міністром — Рашид Караме. Уряд країни відкинув «доктрину Ейзенхауера» і оголосив про проведення політики «позитивного нейтралітету», тобто зближення з арабським світом, намагаючись зберегти обмежені відносини із Заходом. Уряд припинив проведення економічних реформ за Західним зразком. Зокрема він відмовився від укладення договору про гарантії західним вкладникам капіталу. В 1966 році в країні вибухнула банківська криза, спровокована банкрутством провідного комерційного банку Лівану «Інтра», що негативно позначилося на економічному стані та викликало масові урядові протести.
В 1967 році, ліванський уряд гостро відреагував на Шестиденну війну. Він перекрив нафтопроводи західних компаній, розірвав дипломатичні відносини з США і Великою Британією і заборонив вхід американських військових кораблів до своїх портів.
В результаті Шестиденної війни, до Лівану бігло кілька сотень тисяч палестинців. Різноманітні палестинські організації почали використовувати територію Південного Лівану як базу для постійних нападів на Ізраїль. Ізраїльські війська здійснювали рейди у відповідь та авіаударами, від яких страждали й громадяни Лівану. В результаті християнські партії усе голосніше наполягали на вживанні жорстких заходів проти палестинців і вимагали дотримання Ліваном нейтралітету, а вся країна занурилася у глибоку політичну кризу. Після розгрому палестинців в ході громадянської війни в Йорданії у вересні 1970 року, значне число палестинських бойовиків перебазувалося до Лівану, що викликало погіршення ситуації, з яким довелося боротися новообраному президенту від центристських сил Сулейману Франж'є.

## Громадянська війна в Лівані
Причиною громадянської війни в Лівані стали конфлікти й політичні компроміси колоніального періоду з їх складною системою противаг, разом із змінами демографічної ситуації та релігійного складу населення. Велике значення мали також впливи сирійського уряду та Організації визволення Палестини (ОВП), та їх протистояння з Ізраїлем.
Наприкінці 1960-х років, конституція країни, що закріплювала контроль над урядом за християнами, почала піддаватися інтенсивній критиці з боку мусульманських та соціалістичних сил, що в 1969 році об'єдналися, створивши політичний блок «Національний Рух» на чолі з Прогресивною соціалістичною партією (ПСП). Бойові ж дії почалися у квітні 1975 року, коли у відповідь на вбивство охоронців лідера християнсько-маронітської партії «Катаїб» П'єра Жмаєля, прихильники його партії 13 квітня напали на автобус з палестинцями. Національний Рух одразу ж підтримав палестинців та вступив у озброєне протистояння з «Катаїбом».
Прагнучи припинити озброєне протистояння, президент Сулейман Франж'є призначив в травні 1975 року військовий уряд, але Національний Рух відмовився його визнати. Після жорстоких боїв, за посередництва Сирії було досягнуто хисткого компромісу: до уряду «національної єдності» на чолі з Рашидом Караме увійшли представники обох протиборчих сил.
Проте, це не зупинило громадянську війну. У вересні 1975 року був утворений «Комітет з національного діалогу», учасники якого так і не зуміли домовитися між собою: християнські партії вимагали втихомирити палестинців і відновити національний суверенітет над всією територією країни, а Національний Рух вимагав проведення політичних реформ і перерозподілу влади між мусульманами і християнами. У січні 1976 року ополчення ліванських християн почали блокаду двох таборів палестинських біженців у передмісті Бейруту, причому Сирія надавала допомогу палестинцям. Молоді офіцери підняли заколот в мусульманських частинах ліванської армії, і в березні 1976 року урядові збройні сили Лівану розпалися. За дипломатичною допомогою Франції та США ліванцям вдалося провести президентські вибори, на яких було обрано Еліаса Саркіса, якого підтримували мусульмани і соціалісти.

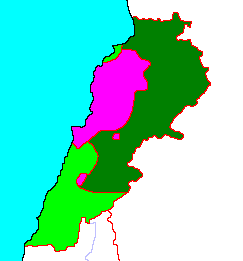
Контроль над територією Лівану у 1976 році
Християнські ополченці
Палестинські ополченці
Сирійські війська

Сирійський президент Хафез Асад прагнув встановити свій контроль над Ліваном і палестинським визвольним рухом, розглядаючи їх як інструмент своєї міжнародної політики. Сирія визнала, що на даному етапі доцільно надати підтримку християнським силам щоб не допустити неконтрольованого розвитку подій, тому після формального запиту деяких християнських сил 1 червня 1976 року почалося широкомасштабне сирійське вторгнення до Лівану. В жовтні в Ер-Ріяді була скликана конференція голів арабських країн, Лівану і ОВП, на якій Сирія отримала мандат на військову присутність по всій території країни з метою відновлення миру. У березні 1977 року був убитий головний супротивник сирійської окупації Лівану лідер Національного Руху Камаль Джумблат.
Проте вже в лютому 1978 року союз між Сирією і християнами Лівану розпався. Почалися сутички між частинами ліванської армії й християнськими озброєними формуваннями з одного боку, і сирійськими військами з іншого. У жовтні 1978 року сирійцям довелося відступити від східних меж Бейруту і його околиць, населених християнами, а до червня 1981 року християнські сили витіснили сирійців із Захли. У новій ситуації більшість провідних угрупувань християнського табору стали орієнтуватися на союз з Ізраїлем.
У 1978 році до Лівану знов вторглися ізраїльські війська. Відповідно до резолюції Ради Безпеки ООН, до південних районів країни були введені Тимчасові сили ООН. Але вже в червні 1982 року Ізраїль почав в Лівані широкомасштабну військову операцію, направлену, в першу чергу, проти ОВП, і захопив велику частину території країни. До осені палестинці вимушені були покинути Західний Бейрут, а сирійські війська — піти із столиці і районів на південь від шосе Бейрут — Дамаск.
За часів військових успіхів ізраїльтян, президентом Лівану в серпні 1982 року був обраний командувач «Ліванських сил» Башир Жмаєль, проте він був убитий до вступу на посаду. Замість нього президентом Лівану став його брат Амін Жмаєль (1982—1988). За умов ізраїльської окупації Західного Бейруту, «Ліванські сили» вчинили різанину палестинців в таборах біженців Сабра і Шатіла. Наприкінці вересня 1982 року до Бейрута були знов введені багатонаціональні сили, до яких увійшли контингенти із США, Франції, Італії і Великої Британії.

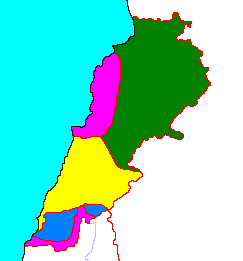
Контроль над територією Лівану у 1983 році
Християнські ополченці
Сирійські війська
Війська ООН
Ізраїльські війська

В грудні 1982 року Амін Жмаєль почав переговори про виведення ізраїльських військ з Лівану та домовився про створення в Південному Лівані «зони безпеки», щоб припинити озброєні напади на Ізраїль з території Лівану. Обурені палестинці і мусульмани, що не визнавали угод з Ізраїлем, створили у відповідь «Фронт національного порятунку» та розвернули напади на іноземних, зокрема американських і французьких, військовослужбовців та на ліванські урядові війська. У вересні 1983 року палестинці та союзники вигнали з гір 300 тис. християн. У лютому 1984 року сили союзників на чолі з Валідом Джумблатом і загони шиїтської партії Амаль на чолі з Набіхом Беррі за підтримки Сирії розбили частини ліванської армії і заволоділи Західним Бейрутом. Вибухи в американському посольстві в Лівані і в штабі багатонаціональних сил в 1983—1984 роках, організовані кругами близькими до руху Хізбалла, змусили багатонаціональні сили залишити Ліван в лютому 1984 року.
5 березня 1984 року Амін Жмаєль був вимушений прийняти вимоги Сирії і оголосив про скасування угод 1983 року з Ізраїлем, після чого сторонам конфлікту сформувати уряд «національної єдності» на чолі з Рашидом Караме, до якого увійшли Каміль Шамун (лідер Національно-ліберальної партії, НЛП), П'єр Жмаєль (лідер «Катаїб»), Набіх Беррі (лідер Амаль), впливовий мусульманський політик Селім Хосс та представники ПСП. Провідну роль в ліванських справах з цього часу стала грати Сирія.
У червні 1985 року Ізраїль в односторонньому порядку вивів свої війська з більшої частини території країни. Він залишив за собою лише «зону безпеки» на Півдні шириною від 10 до 25 км. Ця зона була передана під контроль проізраїльської «Армії Південного Лівану» на чолі з генералом Антуаном Лахадом.
У відповідь Сирія поставила під свій контроль міста Захла та Триполі. Основним союзником Сирії в Лівані з травня 1985 року став шиїтський рух Амаль. Разом з Сирією, що прагнула узяти під контроль діяльність ОВП в Лівані, бійці Амаль брали участь в «війні таборів» — акціях проти палестинських поселень, які тривали до червня 1988 року. Після підтримки лідером «Ліванських сил» (ЛС) Елі Хобейкі сирійської присутності, в 1985 році у християнському таборі виник розкол, який привів до паралічу уряду до 1988 року.
Протиборство розгорілося і в шиїтському таборі, де Амаль прагнув витіснити Хізбаллу, що посилилася за рахунок протидії інтересам Західних країн у Лівані. У березні 1984 року Хізбалла викрала керівника бейрутського відділення ЦРУ Вільяма Баклі, а після цього почалися викрадення Західних журналістів, дипломатів, священнослужителів, вчених і військовиків. З березня 1988 року по грудень 1990 року на півдні Лівану і в південних передмістях Бейрута ополчення руху Амаль почало активні бойові дії проти Хізбалли.
У 1987 році Рашид Караме був убитий і функції прем'єр-міністра тимчасово перейшли до Селіма Хосса. Тим часом, в 1988 році закінчувався термін президентських повноважень Аміна Жмаєля. Через гостре політичне протиборство, парламент не зміг зібратись для обрання нового голови держави. Коли Амін Жмаєль залишив президентську посаду у вересні 1988 року, він призначив командуючого армією, генерала Мішеля Ауна прем'єр-міністром «перехідного військового уряду». Генерал Аун розмістився в президентському палаці і став виконувати обов'язки глави держави. Мусульманські і просирійські лідери відмовилися визнати його владу і підтримали прем'єр-міністра Селіма Хосса. В результаті в країні виникла ситуація двовладдя, а у березні 1989 року в країні відновилися військові дії.
Шлях до припинення бойових дій поклали Таїфські угоди (офіційно «Хартія національної згоди Лівану»), підписані 22 жовтня 1989 року в саудівському місті Таїфі за посередництвом Арабської ліги. Ці угоди передбачали досягнення компромісу між ліванськими громадами при фактичному протектораті Сирії. Християни погоджувалися на проведення політичних реформ, зокрема більш рівномірний розподіл влади, що передбачав представництво як християн, так і мусульман в органах влади, за певними квотами для представників всіх головних громад. Так, розмір парламенту був збільшений, і у ньому відтепер мало бути рівне число депутатів від християн і мусульман, президентська посада залишалася за християнами, а посада прем'єр-міністра віддавалася мусульманам. З листопаду 1989 року президентом став просирійський політик Еліас Храуї, який знову призначив прем'єр-міністром Селіма Хосса. Колишній президент Мішель Аун відмовився визнати Таїфські угоди і закріпився в президентському палаці в Бейруті. Він оголосив про початок «визвольної війни» проти Сирії. Проте він протривався недовго, вже в жовтні 1990 року він капітулював і сховався у французькому посольстві в Бейруті, а пізніше біг до Франції.
З 1990 року, за підтримки Сирії, уряд почав здійснювати «план безпеки», що передбачав відновлення ліванської армії та розпуск озброєних формувань. Лідери ополчень, з деякими обмовками, дали згоду на розпуск своїх частин. У жовтні шиїтські групи Амаль і Хізболла домовилися про припинення міжусобної війни. У грудні були виведені з Бейрута або роззброєні останні частини християнських ополчень. Того ж місяці був створений новий уряд «національної єдності» на чолі з братом Рашида Караме Омаром за участю християнських і мусульманських представників, хоча більшість міністрів й бойкотували роботу кабінету. Протягом 1991 року було роззброєно більшість озброєних формувань у країні. У травні 1991 року сирійський та ліванський президенти в Дамаску «договір про братерство і координацію», що, однак, зустрів різку критику з боку частини християн, так колишній президент Амін Жмаєль заявив, що Ліван перестав бути незалежною державою і перетворився на сирійську провінцію. У липні (після чотириденних боїв в Сайді) була укладена мирна угода між урядом і ОВП, за якою палестинці зобов'язалися здати всю важку зброю в обмін на гарантії громадянських прав для біженців. У травні 1992 року було звільнено останнього західного заручника, викраденого екстремістськими угрупуваннями. Певна напруженість залишилася лише на півдні, між Хізбаллою з одного боку й Армію Південного Лівану та Ізраїлем з іншого.
Наслідки громадянської війни опинилися жахливими для країни. За оцінками, за період війни було вбито понад 100 тис. осіб, понад 100 тис. отримали важких поранень, близько 900 тис. (п'ята частина довоєнного населення) були змушені залишити свої дома, а близько 250 тис. емігрували з країни. Економічні збитки країни оцінюють у 6—12 млрд доларів США.

## Ліван після громадянської війни
Основна стаття: Ліван після громадянської війни
У післявоєнний період на перший план вийшли економічні проблеми. Уряд Омара Караме пішов у відставку в травні 1992 року після чотириденного загального страйку, організованого на знак протесту проти важкого економічного стану. Страйк супроводжувалася важкими зіткненнями між робітниками і силами безпеки. Новим прем'єром став Рашид Сольха. Проте в липні послідкував новий загальний страйк.
У серпні — вересні 1992 року парламентські вибори у Лівані, із узгодженням з Сирією, було проведено за новою системою. Більшість християнських партій (зокрема, «Катаїб», Партія Ліванських сил, Національний блок, НЛП, прихильники Мішеля Ауна та інші) призвали до їхнього бойкоту. Зокрема, ці партії протестували проти проведення виборів до виведення сирійських військ з Бейруту і його околиць, тоді як проведення виборів до цього суперечило на їхню думку умовам Таїфських угод. Хоча в голосуванні взяло участь лише меншина виборців-християн, вибори було офіційно визнано. Прем'єр-міністром парламент вибрав мільярдера Рафіка Харірі. Хізбалла залишилася в опозиції. Новий уряд встановив контроль над більшою частиною зони, яка раніше знаходилася під контролем Хізбалли, зміг одержати значні кредити на економічне відновлення.

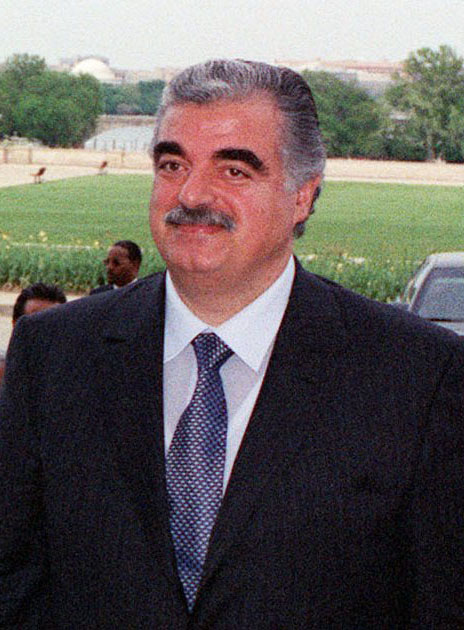
Рафік Харірі, прем'єр-міністр Лівану з 1992 по 1998 і з 2000 по 2004 роки.

Незабаром у 1993 році керівництво країни зіткнулося з серйозними проблемами, пов'язаними з продовженням протиборства на півдні країни між ліванськими ісламістами і палестинцями, з одного боку, і Ізраїлем, з іншого. Після численних нападів на ізраїльську територію і Армію Південного Лівану Ізраїль завдав в 1993—1996 роках кілька ударів по базах Хізбалли і Народного фронту звільнення Палестини по всій території країни, що викликало численні жертви та і втечу майже сотень тис. чоловік. Періодично відбувалися спалахи насильства: зіткнення між різними палестинські угрупуваннями. Уряд заборонив в 1993 проведення масових демонстрацій. Прагнучи впоратися з хвилею терористичних актів, уряд і парламент вирішили в березні 1994 відновити дію смертної страти за навмисне вбивство. У тому ж місяці було оголошено про заборону Партії Ліванських сил, її лідера Саміра Жажа та його прихильників було засуджено до довічного ув'язнення.
Положення кабінету Харірі, якому вдалося досягти перших успіхів в справі економічного відновлення, ставало все хисткішим унаслідок гострої боротьби за владу між президентом, прем'єр-міністром і головою парламенту Набіхом Беррі. Харірі кілька разів намагався піти у відставку, але знаходив сили у свою підтримку. Через складну економічну ситуацію в липні 1995 року відбувся загальний страйк, який супроводжувався зіткненнями з силами безпеки.
У жовтні 1995 року парламент Лівану, відповідно до побажань Сирії, продовжив повноваження президента Храуї ще на 3 роки. У серпні-вересні 1996 року були проведені другі після закінчення громадянської війни парламентські вибори, які не призвели до істотної зміни в розстановці політичних сил. Прем'єр-міністр Харірі утримався у влади. Але йому довелося знову зіткнутися з опозицією, звинуваченнями в корупції і протестами профспілок. У 1997 році Хізбалла призвала населення до громадянської непокори і відмови платити податки, а також організувала марш протесту на Бейрут. Не зважаючи на те, що в грудні 1996 року країни-кредитори домовилися про надання Лівану кредиту на відновлення у розмірі 3,2 млрд доларів, економічний стан країни залишався хитким. Тим не менш, уряд Харірі вважали найпопулярнішим за останні 10 років.

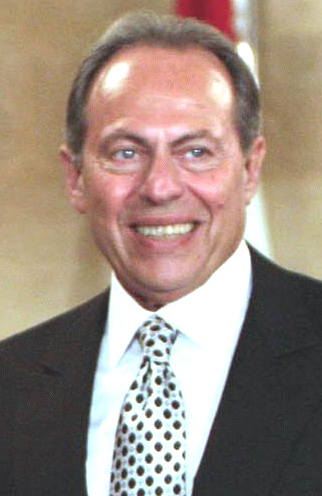
Еміль Лахуд, президент Лівану у 1998—2007 роки.

У 1998 році парламент Лівану обрав президентом країни колишнього командуючого армією — генерала Еміля Лахуда, який спирався на підтримку Сирії. Між новим главою держави і прем'єр-міністром Харірі спалахнула гостра боротьба за владу. У грудні 1998 року Лахуд добився призначення новим прем'єр-міністром Селіма Хосса. За домовленістю між президентом і прем'єр-міністром, кабінет складався з безпартійних міністрів та проголосив програму відродження економіки, оздоровлення державних фінансів і проведення адміністративної реформи.
На початку 2000 року в Південному Лівані знов розпочалася ескалація озброєного протистояння між Хізбаллою, з одного боку та Ізраїлем і Армією Південного Лівану з іншого. У травні 2000 року Ізраїль в односторонньому порядку вивів свої війська з Південного Лівану, що привело до розпаду Армії Південного Лівану, а її лідери разом з Антуаном Лахадом емігрували. Формально над колишньою «зоною безпеки» відновив владу ліванський уряд, але фактична вона відійшла до Хізбалли.
Станом на 2000 рік, сирійським впливом в країні була незадоволена все більша кількість ліванських політиків. З критикою сирійського протекторату та просирійського президента Лахуда виступали колишній прем'єр-міністр Харірі, Амін Жмаєль, лідер друзів Валід Джумблат, Сулейман Тоні Франж'є та інші. Новий сирійський президент Башар Асад не бажав відмовлятися від контролю над Ліваном, хоч і пішов на деяке зменшення контролю та вивів частину сирійських військ. Вплив Сирії продовжував позначатися, продовжилися арешти опозиціонерів, був введений жорсткіший контроль над засобами масової інформації, журналістів переслідували за публікацію критичних статей.

На парламентських виборах в серпні — вересні 2000 року прихильники уряду Селіма Хосса зазнали нищівної поразки, а Харірі повернувся до влади та очолив новий «уряд згоди», що одержав підтримку основних фракцій парламенту. Він пообіцяв тісно співробітничати з президентом Лахудом. Погана економічна ситуація та значний державний борг вимусили уряд Харірі використовував заходи «жорсткої економії», включаючи збільшення збирання податків і приватизацію державних підприємств. Хоча властям вдалося в 2002 уникнути дефолту і девальвації, жорстка політика уряду привела в 2003 році до зростання соціальної напруженості та нових страйків. 

## Кедрова революція
Основна стаття: Кедрова революція

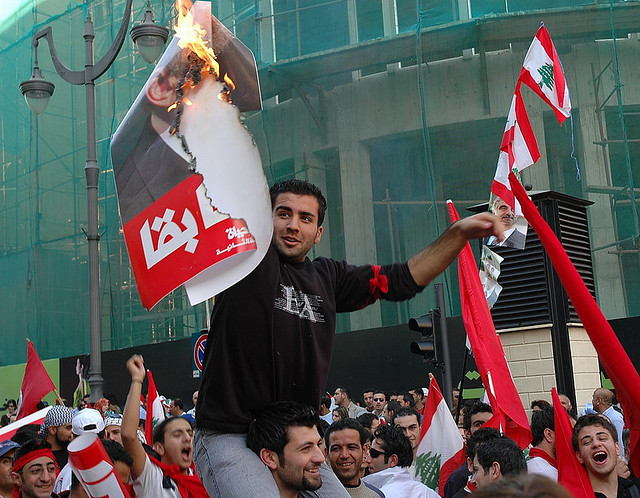
Спалювання портрету Еміля Лахуда під час протестів

Важливим епізодом, який привів до зростання напруженості, була поправка до конституції Лівану, прийнята 3 вересня 2004 року. Тоді парламент Лівану під тиском Сирії продовжив максимальний термін перебування на посаді президента з 6 до 9 років, щоб позволити просирійському президенту Емілю Лахуду залишитися при владі. Маронітський патріарх Мар Насралла Бутрос Сфеїр і друзький лідер Валід Джумбалат виступили проти. США звинуватили Сирію у втручанні у внутрішні справи Лівану і Рада Безпеки ООН прийняла резолюцію 1559, яка вимагала від Сирії негайного виведення військ та роззброєння просирійських організацій Лівану (в першу чергу — Хізбалли). 20 жовтня прем'єр-міністр Рафік Харірі та три міністри його кабінету пішли у відставку в знак протесту проти дій Сирії.
14 лютого 2005 року екс-прем'єр-міністра Харірі було вбито в результаті замаху, терористичного акту здійсненого за допомогою автомобільної бомби. Крім нього було вбито 16 і поранено близько 100 чоловік. За чотирьохмісячний період це було другим терористичним актом направленим проти члена ліванського парламенту, який опонував Сирії. Хоча на той час не було отримано ніяких доказів, головним об'єктом ліванського та міжнародного гніву став саме Сирійський уряд через його значний військовий вплив, активну діяльність сирійських розвідувальних служб та публічні взаємні звинувачення Харірі та сирійських урядовців перед відставкою Харірі 20 жовтня 2004 року. 21 лютого 2005 року десятки тисяч ліванців вийшли на мітинги протесту проти сирійського впливу і просирійського президента Лахуда. На відміну від антисирійських акцій протесту у 1990-х, в яких брали участь переважно християни, протести 2005 року були міжконфессійними.
Рада Безпеки ООН назначила міжнародну комісію (переважно з громадян Ірландії, Єгипту і Марокко) для розслідувані теракту, яка так і не зуміла встановити справжніх вбивць Харірі (див. Доповідь Фіцжеральда), але звинуватила Сирію в дестабілізації обстановки в країні. Сирія опинилась під загрозою міжнародної ізоляції та навіть можливого військового вторгнення з боку ООН, коли 3 березня навіть її союзники під час Холодної війни, Німеччина та Росія, та багато арабських країн підтримали вимоги негайного виведення військ. В результаті 9 березня сирійська військова присутність в Лівані завершилася.
Перемогу супротивників сирійського впливу не можна було назвати повною, як і акції протесту одностайними. Хізбалла зуміла організувати акції в підтримку сирійської присутності, переважно серед населення шиїтських районів півдня Лівану та долини Бекаа. В результаті Кедрової Революції уряд Лівану подав у відставку, а на виборах у травні-червні 2005 року змогли узяти участь заборонені до того антисирійські партії (наприклад, Вільна національна течія). На самих виборах значну перемогу отримав Альянс 14 березня або «Список мученика Рафіка Харірі», блок під керівництвом сина Рафіка Харірі, Саада, а прем'єр-міністром став Фуад Сіньйора. Президент Лахуд, тим не менш, залишився на посаді, а контроль над частиною залишеної Сирією території перейшов до просирійської Хізбалли, яка відмовилася роззброюватися.

## Лівано-ізраїльський конфлікт
Див. також Лівано-ізраїльський конфлікт 2006 року

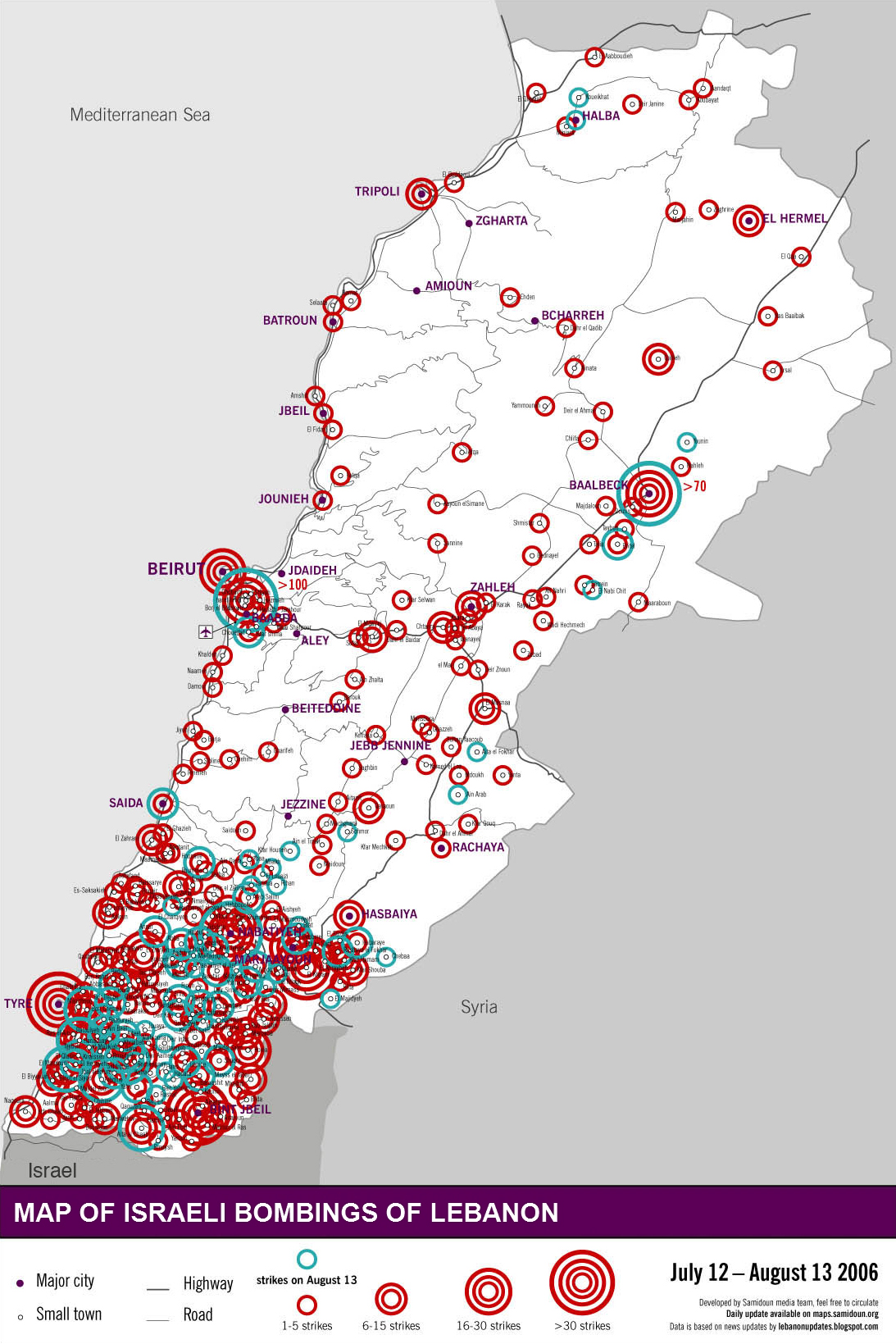
Мапа ізраїльських ударів по ліванській території під час Лівано-Ізраїльського конфлікту

Після Кедрової революції політична ситуація у країні стала досить нестабільною. Альянс 14 березня, який одержав перемогу на виборах 2005 року, ставив своїми цілями протистояння сирійському впливу та роззброєння ополчень. Але у парламенті сформувалася впливова опозиція, сформована з одного боку з шиїтських партій Хізбалла та Амаль, з другого — з Аунівського блоку, тобто послідовників генерала Мішеля Ауна та його Вільної національної течії. Мішель Аун відмовився від при'єднання до правлячого блоку і виступив проти ізоляції Хізбалли. Згідно з конституцією, прем'єр-міністр Фуад Сіньйора сформував коаліційний кабінет міністрів, де ряд важливих посад достався опозиції, наприклад, міністром оборони став Еліас Мур (Аунівський альянс), а міністрами труда та зовнішніх відносин стали члени Хізбалли. Через слабкість такого кабінету блоку Харірі не вдавалося в значній мірі здійснити передвиборні обіцянки, перш за все роззброїти формування Хізбалли та поставити всю територію Лівану під контроль урядових військ.
Південь країни майже повністю контролювався силами Хізбали, яка знаходила багато добровольців серед місцевого шиїтського населення. Вона користувалася підтримкою Сирії та Ірану та охоче давала притулок представникам палестинських організацій, які слідували спільній цілі боротьби з Ізраїлем. Після виводу Ізраїлем військ із південного Лівану у 2000 та розформування Армії Південного Лівану, значна частина її зброї та укріплень біли захоплені Хізбаллою. Періодично між ізраїльськими військами та силами Хізбалли спалахували перестрілки, де обидві сторони намагалися відповідати обстрілами у відповідь на будь-які ворожі дії супротивника.
26 травня 2006 в результаті терористичного акту на території Лівану було вбито лідера палестинської організації «Ісламський джихад» Махмуда Маджуба. Головне підозріння впало на Ізраїль, і хоча той відмів звинувачення, Хізбалла почала перестрілку, яку зуміли припинити спостерігачі ООН. 12 липня Хізбалла здійснила нову атаку, у якій біло захоплено двох та вбито трьох ізраїльських солдат, ще 5 загинули у спробах звільнити захоплених. Генеральний секретар Хазбалли Гасан Насралла запропонував Ізраїлю обміняти полонених на членів Хізбалли — в'язнів ізраїльських тюрем. Ізраїль відповів початком широкої військової операції проти Хізбалли та Лівану. Уряд Лівану та урядові війська практично не брали участі у військових діях, не маючи можливості підтримати ні іноземне вторгнення, ні дії Хізбалли. При цьому, через досить різні політичні погляди, заяви представників уряду щодо конфлікту також досить відрізнялися.
З ціллю встановлення повної блокади Лівану та припинення можливих поставок озброєння до Хізбалли із Сирії, ізраїльська авіація розбомбила основні автодороги, мости та аеропорти Лівану. З ціллю знищення керівників та баз Хазбалли значні авіаудари наносилися по житловим районам багатьох ліванських міст, переважно в районах населених шиїтами — тобто півдня Лівану, південного Бейруту та долини Бекаа. Хізбалла відповіла ракетними обстрілами міст на півночі Ізраїлю. 23 липня Ізраїль почав наземне вторгнення до Лівану, ставлячи ціллю знищення позицій Хізбалли на південь від річки Літані. 11 серпня Рада Безпеки ООН прийняла резолюцію 1701 (вступила до сили 16 серпня), згідно з якою починається припинення вогню, Ізраїль повинен вивести війська із Лівану, на території південного Лівану Хізбалла повинна роззброїтися, а ця зона — контролюватися ліванськими урядовими військами та контингентом з 15 тис. солдат ООН.

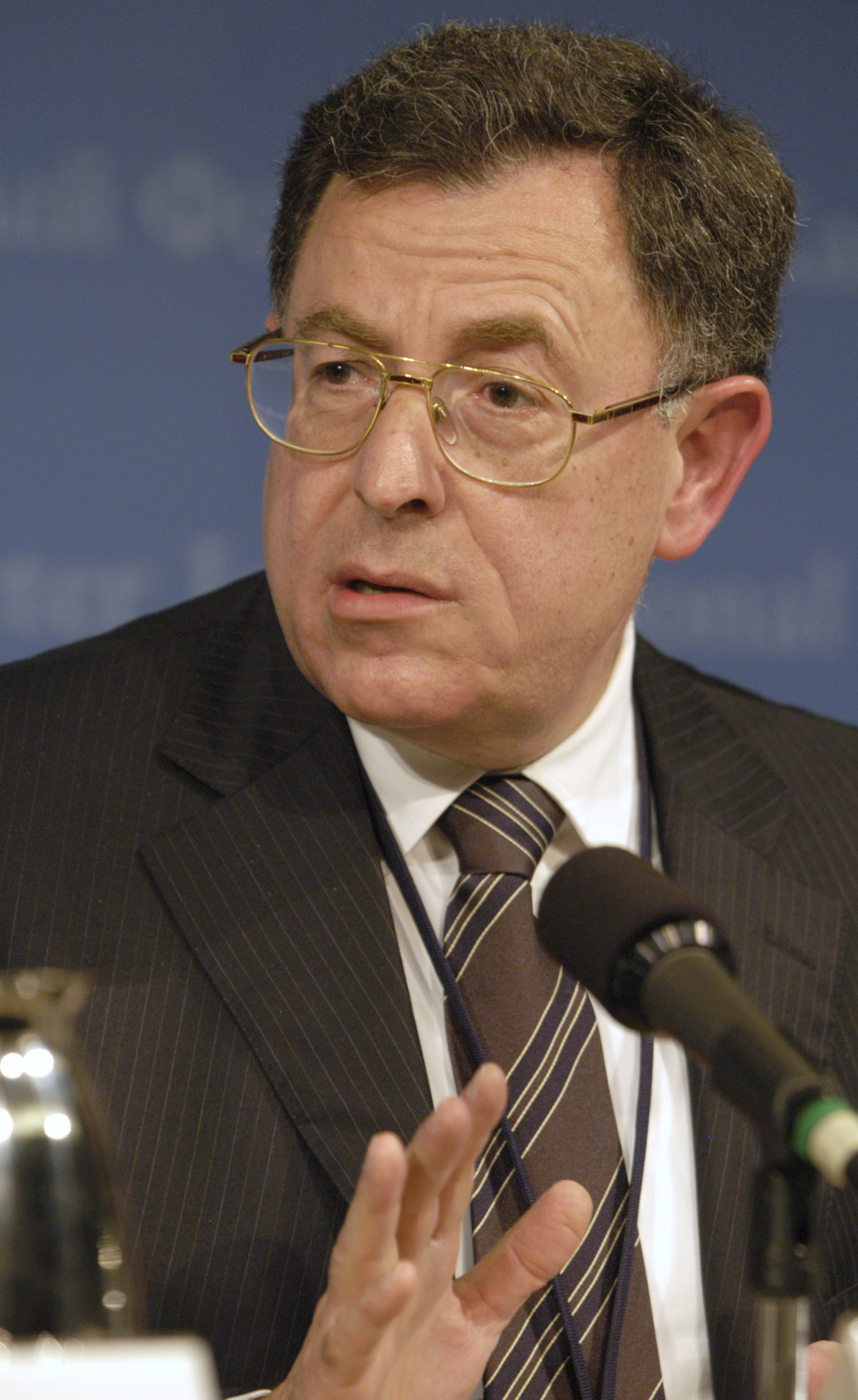
Фуад Сіньйора, прем'єр-міністр Лівану в 2005—2009 роки.

У результаті війни загинуло більш 1200 ліванців (з яких 74 — члени Хізбалли по її власним оцінкам або від 180 до 530 по оцінкам Ізраїлю), 119 солдат та 44 інших громадянина Ізраїлю. Економічний збиток Лівану по оцінкам уряду країни перевищив 6 млрд доларів. В результаті військових дій підтримка Хізбалли серед населення Лівану значно зросла, згідно з даними «Бейрутського центру досліджень та інформації» 25 серпня 2006 року близько 87 % опитуваних підтримали боротьбу Хізбалли з Ізраїлем (проти 58 % у лютому). Це зробило майже неможливим активне роззброєння Хізбалли урядовими військами. Навіть активний прихильник роззброєння Хізбалли прем'єр-міністр Фуад Сіньйора заявив що «Ліван не ворог Хізбаллі» і що роззброєння повинно бути добровільним.

## Ліван після конфлікту 2006 року
Влада ліберального прозахідного уряду Кедрової революції залишалася хиткою, а вплив Хізбалли у суспільстві лише виріс в результаті конфлікту з Ізраїлем. Політична криза значно погіршилася наприкінці листопада 2007 року, коли 24 листопада президент Еміль Лахуд склав повноваження. Лише у травні 2008 року очільники Хізбалли і члени уряду Кедрової революції дійшли компромісу. Унаслідок 25 травня 2008 року парламент Лівану переважною більшістю голосів (118 із 127 депутатів) обрав генерала Мішеля Сулеймана новим президентом країни, який через три дні переназначив Фуада Сіньйору прем'єр-міністром. Проурядові війська і бойовики Хізбалли припинили вуличні сутички і домовилися «розблокувати» як політичне, так і економічне і соціальне життя в країні. Після виборів 2009 року склад парламенту залишився практично незмінним незважаючи на об'єднання опозиції у Альянс 8 березня, проте прем'єр-міністром став Саад Харірі, а до нового уряду «національної згоди» знов увійшли представники всіх головних партій країни.
Комісія ООН продовжувала розслідування вбивства Рафіка Харірі, а її діяльність активізувалася у 2009 році із призначенням її прокурором канадця Даніеля Беллмара. В результаті, в 2011 році комісія зробила перші звинувачення, за якими провина покладалася на чотирьох членів Хізбалли та її прихильників. Арешти, проте, так і не були здійснено через гостру реакцію Хізбалли, яка вимагала від уряду розірвати відношення із міжнародною комісією. Через відмову уряду це зробити, 12 січня 2011 року 10 опозиційних міністрів вийшли із складу кабінету, чим поклали кінець існуванню «уряду національної згоди». Одночасно, колишній член Альянсу 14 березня, ПСП на чолі з Валідом Джумбалатом, вийшла із альянсу та заявила про підтримку Хізбалли. Унаслідок цього, влада в країні зсунулася до Хізбали та її союзників, а прем'єр-міністром нового коаліційного кабінету став незалежний кандидат Наджиб Мітакі.

## Ресурси Інтернету
- GlobalSecurity.org: Lebanon — History [Архівовано 20 вересня 2006 у Wayback Machine.] — Сторінка про історію Лівану на сайті GlobalSecurity. Сайт розташовано у США, дуже швидко оновлює інформацію про сучасні події, загалом сайт має багато інформації щодо збройних сил та державної безпеки. (англійською мовою)
- Encyclopædia Britannica: Lebanon — Ліван на сайті енциклопедії Британіка, стаття має велику та якісну секцію з історії. (англійською мовою)
- документальний фільм «Війна великим планом» — історія лівансько-ізраїльського конфлікту